# دوري الدرجة الأولى الأرجنتيني 1982
دوري الدرجة الأولى الأرجنتيني 1982 (بالإسبانية: Campeonato Nacional 1982) هو الموسم 52 من دوري الدرجة الأولى الأرجنتيني. أشرف على تنظيمه اتحاد الأرجنتين لكرة القدم، وكان عدد الأندية المشاركة فيه 32، وفاز فيه فيرو كاريل أويستي.